# 新潟県立阿賀野高等学校
新潟県立阿賀野高等学校（にいがたけんりつ あがのこうとうがっこう）は、新潟県阿賀野市学校町に所在する県立高等学校。

## 概要
2005年に水原高校・安田高校を統合、水原高校の校舎を継承し開校された（両校は2007年3月に閉校）。学校名は市内を流れる阿賀野川に由来する。基礎学力を徹底して付けさせることや習熟度別教育・少人数教育に力を入れており、授業時数も週34時間と長い。

## 沿革
- 2005年 - 新潟県立阿賀野高等学校として開校。
- 2007年 - 前身の水原高校・安田高校が閉校。
- 2008年 - 第80回選抜高等学校野球大会21世紀枠の新潟県推薦校に選出される。

## 校歌
- 『新潟県立阿賀野高等学校校歌』（作詞：藤沢周、作曲：小山章三）[1]

## 交通
- JR羽越本線 水原駅より南東へ徒歩約10分
- 新潟交通観光バス・阿賀野市営バス「阿賀野高校前」バス停より徒歩すぐ

## 部活動

### 運動部
- 野球部

2007年秋の新潟大会でベスト4入りを果たし、北信越大会出場。
- テニス部
- ソフトテニス部
- バレーボール部
- バスケットボール部
- 陸上競技部
- 卓球部
- バドミントン部
- 剣道部
- 弓道部
- 相撲部
- サッカー部
- 水泳部

### 文化部
- 放送部
- 美術部
- 華道部
- 書道部
- 科学部
- コンピュータ部
- 漫画部
- ボランティア部